# Larion
Larion este o arie protejată (arie specială de conservare — SAC, sit de importanță comunitară — SCI) din România, desemnată în scopul protejării biodiversității și menținerii într-o stare de conservare favorabilă a florei spontane și faunei sălbatice, precum și a habitatelor naturale de interes comunitar aflate în arealul zonei de protecție. Aceasta este situată în nordul țării, pe teritoriile județelor Bistrița Năsăud și Suceava.

## Localizare
Aria naturală se întinde în extremitatea estică a județului Bistrița Năsăud pe teritoriul administrativ al comunei Lunca Ilvei și în cea sud-vestică a județului Suceava, pe teritoriile comunelor Coșna și Poiana Stampei. Aceasta este străbătută de drumul județean DJ172D, care leagă Ilva Mare, Bistrița-Năsăud de Teșna, Suceava.

## Înființare
Instituirea regimului de arie naturală protejată  pentru situl de importanță comunitară „Larion” s-a făcut prin Ordinul Ministerului Mediului și Dezvoltării Durabile Nr.1964 din 13 decembrie 2007 (privind instituirea regimului de arie naturală protejată a siturilor de importanță comunitară, ca parte integrantă a rețelei ecologice europene Natura 2000 în România). Aria protejată se întinde pe o suprafață de 3.058,8 hectare și include rezervația naturală Crovul de la Larion (250 ha). Situl a fost protejat și ca arie specială de conservare în mai 2022.
Zona reprezintă o arie naturală (păduri de conifere, păduri de foioase, păduri în tranziție, râuri, mlaștini, turbării, pajiști și  pășuni) în Depresiunea Dornelor, încadrată în bioregiunea geografică alpină a Carpaților Orientali. Rețeaua hidrografică a sitului este alcătuită din pâraiele Silhoasa și Bolovanul (afluenți de dreapta ai răului Ilva), Siminoc (afluent de stânga al râului Teșna) și Pârâul lui Pușca.

## Biodiversitate
Situl conservă un habitat natural de interes comunitar (Turbării cu vegetație forestieră) și protejează o gamă floristică și faunistică diversă, exprimată atât la nivel de specii cât și la nivel de ecosisteme terestre.
La baza desemnării sitului se află mai multe specii de mamifere și păsări (enumerate în anexa I-a a Directivei Consiliului European 92/43/CE din 21 mai 1992 - privind conservarea habitatelor naturale și a speciilor de faună și floră sălbatică sau aflate pe lista roșie a IUCN).
Mamifere cu specii de: urs brun (Ursus arctos, lup (Canis lupus), cerb (Cervus elaphus), căprioară (Capreolus capreolus), mistreț (Sus scrofa), râs eurasiatic (Lynx lynx), vulpe (Vulpes vulpes), jder de copac (Martes martes), jder de piatră (Martes foina), nevăstuică (Mustela nivalis), hermelină (Mustela erminea);
Păsări protejate prin Directiva CE 147/CE din 30 noiembrie 2009 și Directiva 79/409/CEE din 2 aprilie 1979 (privind conservarea păsărilor sălbatice): ieruncă (Tetrastes bonasia), cocoșul de munte (Tetrao urogallus), pupăză (Upupa epops), cuc (Cuculus canorus), mierlă (Turdus merula), mierlă de apă (Cinclus cinclus), buhă (Bubo bubo), erete-vânăt (Circus cyaneus), ciocănitoarea neagră (Dryocopus martius), ciocănitoarea de stejar (Dendrocopos medius).  

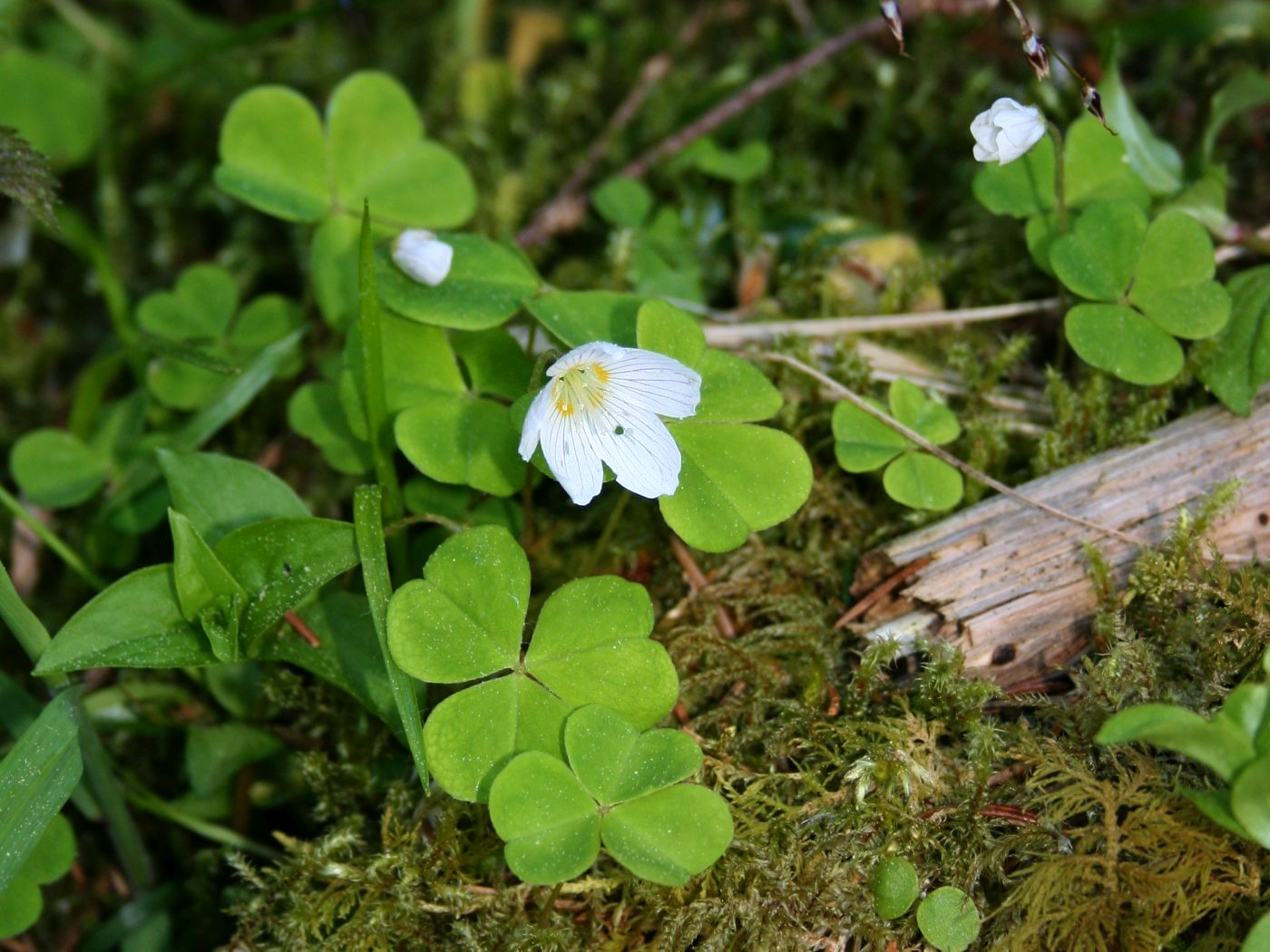
Măcrișul iepurelui (Oxalis acetosella)

Printre raritățile floristice semnalate în sit se află câteva specii (arbori, arbusti, ierburi și flori) protejate la nivel european prin aceeași Directivă CE 92/43/CE din 21 mai 1992 (privind conservarea habitatelor naturale și a speciilor de faună și floră sălbatică); astfel: 
Arbori și arbusti: molid (Picea abies), pin de pădure (Pinus sylvestris), brad (Abies alba), fag (Fagus sylvatica), mesteacăn pufos (Betula pubescens), plop tremurător (Populus tremula), anin alb (Alnus incana), cireș sălbatic (Cerasus avium), păducel (Crataegus monogyna), afin (Vaccinium myrtillus); 
Flori și ierburi: buzișor (Corallorhiza trifida), ruginare (Andromeda polifolia), roua cerului (Drosera rotundifolia, specie insectofagă), orhideea fantomă (Epipogium aphyllum), bumbăcăriță (Eriophorum vaginatum), măcrișul iepurelui (Oxalis acetosella), iarba cășunăturii (Saxifraga cuneifolia). În arealul sitului este semnalată și prezența a două specii rare de mușchi: Buxbaumia viridis și Plagiomnium affine.

## Vulnerabilitate
Vulnerabilitatea ariei protejate se datorează mai multor factori umani; astfel: exploatările forestiere ilegale ce duc la suprimarea unor habitate, arderea vegetației, distrugerea unor exemplare din flora spontană, capturarea ilegală a unor specii din fauna sălbatică a sitului, recoltarea abuzivă a fructelor de pădure și ciupercilor, cât și drumul județean (DJ172D) care străbate situl.

## Căi de acces
- Drumul județean DJ172D, pe ruta: Poiana Ilvei, Bistrița-Năsăud  - Măgura Ilvei - Ilva Mare - Lunca Ilvei.

## Monumente și atracții turistice
În vecinătatea sitului se află biserica de lemn „Sfinții Arhangheli Mihail și Gavriil” din satul Poiana Stampei (construcție secolul al XIX-lea, monument istoric) și Pasul Tihuța (trecătoare ce asigură legătura între Depresiunea Dornelor și Depresiunea colinară a Transilvaniei).